# كيرك ميلر
كيرك ميلر (بالإنجليزية: Kirk Millar)‏ هو لاعب كرة قدم بريطاني، ولد في 7 يوليو 1992 في بلفاست في المملكة المتحدة. شارك مع منتخب أيرلندا الشمالية تحت 21 سنة لكرة القدم. أما مع النوادي، فقد لعب مع أولدهام أثلتيك ونادي لينفيلد.

## وصلات خارجية
- كيرك ميلر على موقع قاعدة بيانات كرة القدم.إي يو (الإنجليزية)
- كيرك ميلر على موقع Soccerbase.com (لاعب) (الإنجليزية)